# CSS Nashville (1853)
El CSS Nashville era un vapor de pasajeros con ruedas de paletas laterales y aparejo de bergantín que sirvió con la Armada Confederada durante la Guerra Civil Americana.

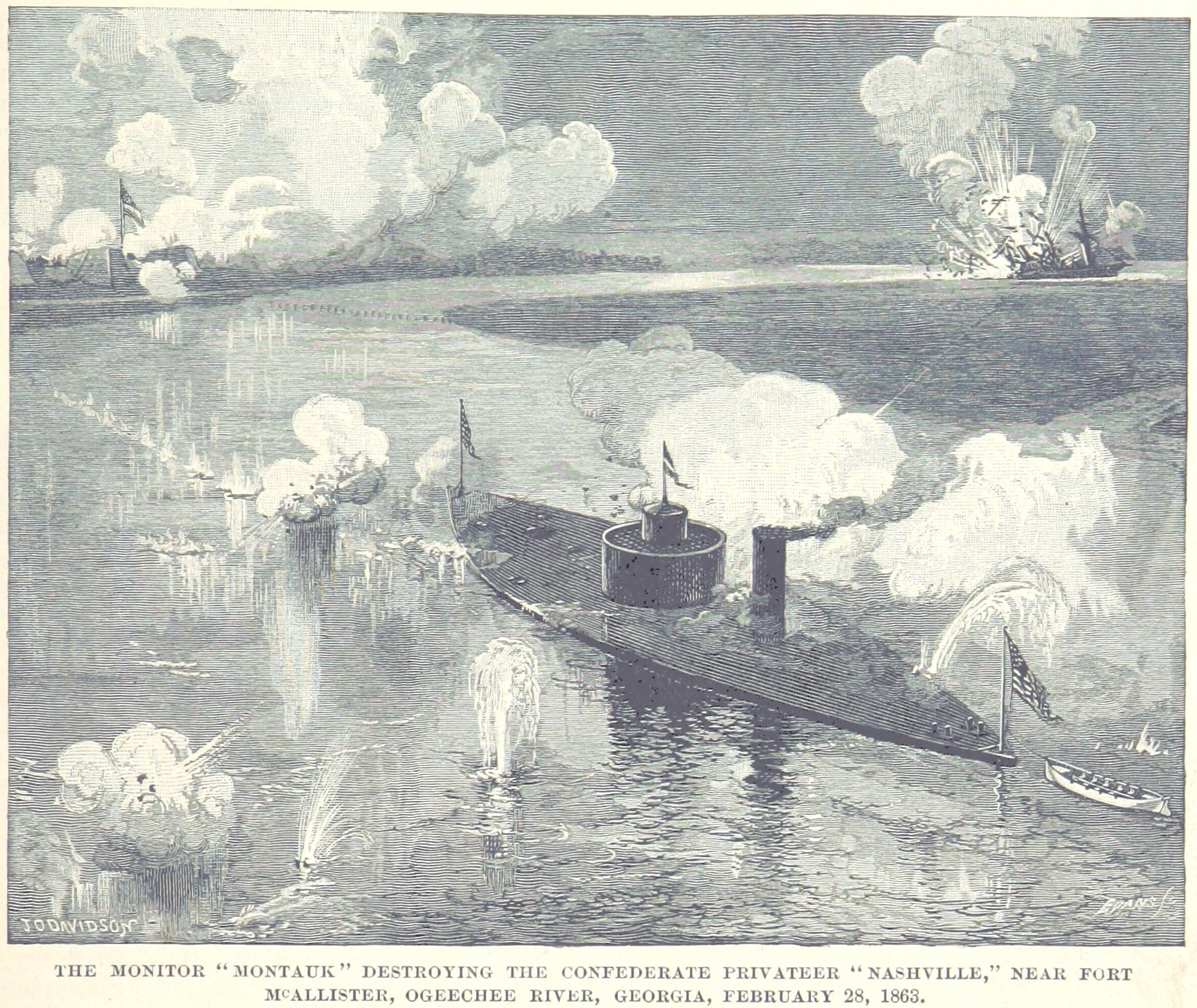
El USS Montauk destruye el CSS Rattlesnake.

## Historia
Originalmente fue un barco del Servicio de Correo de los Estados Unidos. El USMS Nashville fue construido en Greenpoint, Brooklyn en 1853. Entre 1853 y 1861 se dedicó a navegar entre la ciudad de Nueva York y Charleston, Carolina del Sur. Durante la Batalla de Fort Sumter, el USMS Nashville mientras se dirigía hacia Charleston sin ondear la enseña nacional de los EE. UU. fue disparado por el USRC Harriet Lane, el primer di de la guerra naval en la Guerra Civil. El Nashville izó después la bandera estadounidense y, tras la rendición de Sumter, atracó en Charleston.
Después de la caída de Fort Sumter, los confederados capturaron la nave en Charleston y la acondicionaron como crucero. Bajo el mando del teniente Robert B. Pegram, la CSN, dirigió el bloqueo el 21 de octubre de 1861 y cruzó el Atlántico hacia Southampton, Inglaterra, siendo el primer barco de guerra en enarbolar la bandera confederada en aguas inglesas. El 19 de noviembre de 1861, cerca de las islas británicas, abordó y quemó un barco mercante estadounidense, el Harvey Birch, la primera acción de este tipo de un asaltante comercial confederado en el Atlántico Norte durante la guerra.
El Nashville regresó a Beaufort, Carolina del Norte el 28 de febrero de 1862, tras hacerse con dos botines por valor de 66.000 dólares durante el crucero. En este periodo fue vendido para su uso como corredor del bloqueo y rebautizado como Thomas L. Wragg.
El 5 de noviembre de 1862, fue comisionado como el Rattlesnake corsaria. Después de encallar en el río Ogeechee, Georgia, el monitor USS Montauk lo destruyó con disparos de proyectiles de cañones de torreta de 11 pulgadas (279 mm) y 15 pulgadas (381 mm) el 28 de febrero de 1863.

## Armamento
Como armamento tenía 2 cañones de aproximadamente 12 libras, de 5 kilogramos.

## Enlaces
- Wikimedia Commons alberga una categoría multimedia sobre CSS Nashville.

- Datos: Q5014326
- Multimedia: CSS Nashville (ship, 1853) / Q5014326